# Schriften zur wissenschaftlichen Weltauffassung
Die Schriften zur wissenschaftlichen Weltauffassung waren eine in den Jahren 1928 bis 1937 vom "Wiener Kreis" herausgegebene Buchreihe. Die Editoren waren Moritz Schlick und Philipp Frank. 
Die Buchreihe umfasste folgende Bände:
- Richard von Mises: Wahrscheinlichkeit, Statistik und Wahrheit, 1928
- Rudolf Carnap: Abriss der Logistik, 1929
- Moritz Schlick: Fragen der Ethik, 1930
- Otto Neurath: Empirische Soziologie, 1931
- Philipp Frank: Das Kausalgesetz und seine Grenzen, 1932
- Otto Kant: Zur Biologie der Ethik, 1932
- Rudolf Carnap: Logische Syntax der Sprache, 1934
- Karl Popper: Logik der Forschung, 1934
- Josef Schächter: Prolegomena zu einer kritischen Grammatik, 1935
- Victor Kraft: Die Grundlagen einer wissenschaftlichen Wertlehre, 1937